# Dobrovíz
Obec Dobrovíz se nachází v okrese Praha-západ, kraj Středočeský, asi šestnáct kilometrů západně od centra Prahy a 5 km severozápadně od Hostivice. Žije zde 577 obyvatel. Součástí obce je též samota Žákův Mlýn.

## Historie
První písemná zmínka pochází z roku 1238. Tehdy ves získal klášter na Zderaze darem od Všebora z Hrabišic. Skutečný vznik vesnice se ale předpokládá již v období raného středověku.
Během husitských válek byla Dobrovíz roku 1422 zabrána Pražany, v následujícím období patřila pražským měšťanům. Od 15. prosince 1436 se s posvěcením císaře Zikmunda dostal Dobrovíz do rukou Tvocha z Nedvídkova. Roku 1447 obec připadla Jindřichu Libštejskému z Kolovrat, který ji připojil ke statku Buštěhrad. Během konfiskací počátkem třicetileté války (roku 1620) Kolovratové o Dobrovíz přišli.
V roce 1645 byla obec připojena se statkem Středokluky k Tuchoměřicím, majetku jezuitského semináře sv. Václava a Klimenta. Na tváři Dobrovíze se třicetiletá válka dost podepsala: 8 z 12 tehdejších usedlostí zůstalo opuštěných. Navíc byla zplundrována od té doby neexistující osada Vervenice (stála v místě dnešních božích muk a větrolamu směrem k letišti).
Od dob pobělohorských až o nedávné minulosti ale byla Dobrovíz nejbohatší obcí z panství Středokluky, především díky půdě. Např. v roce 1713 bylo dle očité visitace v Dobrovízi vlastněno 53 koní, 23 volů, 50 krav, 29 jalovic, 175 ovcí, 29 prasat. Jezuitům ves patřila až do 1773, kdy byli jakožto řád zrušeni. Údolím mezi Dobrovízí a Hostouní podle pověsti táhla pruská armáda v roce 1866.
V padesátých letech 20. století se v těsném okolí obce rozoraly meze a vysázely větrolamy. Rozšířením ruzyňského letiště přišla Dobrovíz o přirozené dopravní spojení na východ (Ruzyně) a jihovýchod (Hostivice).

### Územněsprávní začlenění
Dějiny územněsprávního začleňování zahrnují období od roku 1850 do současnosti. V chronologickém přehledu je uvedena územně administrativní příslušnost obce v roce, kdy ke změně došlo:
- 1850 země česká, kraj Praha, politický i soudní okres Smíchov[4]
- 1855 země česká, kraj Praha, soudní okres Smíchov
- 1868 země česká, politický i soudní okres Smíchov
- 1927 země česká, politický okres Praha-venkov, soudní okres Praha-západ[5]
- 1939 země česká, Oberlandrat Praha, politický okres Praha-venkov, soudní okres Praha-západ[6]
- 1942 země česká, Oberlandrat Praha, politický okres Praha-venkov-sever, soudní okres Praha-západ[7]
- 1945 země česká, správní okres Praha-venkov-sever, soudní okres Praha-západ[8]
- 1949 Pražský kraj, okres Praha-západ[9]
- 1960 Středočeský kraj, okres Praha-západ
- 2003 Středočeský kraj, obec s rozšířenou působností Černošice

### Rok 1932
V obci Dobrovíz (719 obyvatel, sbor dobrovolných hasičů) byly v roce 1932 evidovány tyto živnosti a obchody: 2 bednáři, obchod s dobytkem, galanterie, elektromláticí společnost, paromláticí společnost, 3 hostince, kolář, kovář, krejčí, mlýn, obuvník, pekař, porodní asistentka, 19 rolníků, 2 řezníci, 2 sdaři, 3 obchody se smíšeným zbožím, stavební družstvo Svépomoc, švadlena, trafika, truhlář, zahradník, zámečník.

### 21. století
Po devadesátých letech a začátku 21. století, kdy byla do Dobrovíze zavedena voda, kanalizace a plyn dochází k pomalé regeneraci vzhledu obce (především historické jádro) a jejímu rozvoji v rezidenční i industriální oblasti (projekt Cargoport nedaleko sjezdu z dokončené D6).

## Přírodní poměry
Podél západního okraje vesnice protéká Dobrovízský potok, jehož koryto a břehy jsou chráněné jako přírodní památka Zákolanský potok.

## Obyvatelstvo

### Počet obyvatel
Počet obyvatel je uváděn za Dobrovíz podle výsledků sčítání lidu včetně místních části, které k nim v konkrétní době patří. Je patrné, že stejně jako v jiných menších obcích Česka počet obyvatel v posledních letech roste. V celé dobrovízké aglomeraci nicméně žije necelých 1 tisíce obyvatel.
| 1869 | 1880 | 1890 | 1900 | 1910 | 1921 | 1930 | 1950 | 1961 | 1970 | 1980 | 1991 | 2001 | 2011 |
| ---- | ---- | ---- | ---- | ---- | ---- | ---- | ---- | ---- | ---- | ---- | ---- | ---- | ---- |
| 510  | 468  | 519  | 566  | 638  | 607  | 719  | 618  | 637  | 621  | 550  | 463  | 466  | 548  |

| 1869 | 1880 | 1890 | 1900 | 1910 | 1921 | 1930 | 1950 | 1961 | 1970 | 1980 | 1991 | 2001 | 2011 |
| ---- | ---- | ---- | ---- | ---- | ---- | ---- | ---- | ---- | ---- | ---- | ---- | ---- | ---- |
| 51   | 56   | 67   | 74   | 82   | 86   | 124  | 154  | 167  | 156  | 160  | 177  | 187  | 207  |

## Hospodářství
Na podzim 2013 si Dobrovíz vzhledem k její strategické poloze vybrala společnost Amazon.com pro stavbu dvou skladů (jednoho návratového a jednoho distribučního centra) v České republice (distribuční centrum mělo stát původně u Brna). Distribuční centrum plánovala otevřít v roce 2014 a celkem v Česku zaměstnat až 10 000 lidí. Někteří obyvatelé Dobrovíze (i okolních obcí) ale proti otevření centra protestovali – nelíbil se jim průjezd 450 kamionů denně, rapidní zhoršení životního prostředí, trvalé narušení památkové zóny a v poslední řadě to, že se o tom dozvěděli až z médií. Dne 6. prosince 2013 obyvatelé hlasovali a vyslovili se proti. Developerská společnost Panattoni, která měla halu vybudovat, chtěla v případě definitivního zrušení stavby náhradu škody. Projekt byl nakonec úspěšně dokončen a sklad zahájil svůj provoz v roce 2015. Na jaře 2015 začala na popud obyvatel stavba silničního obchvatu, který financovala společnost Amazon a developerská firma Panattoni Europe. Obchvat byl uveden do provozu v prosinci 2015.

## Pamětihodnosti
V obci je od roku 1995 vyhlášena vesnická památková rezervace (soubor lidové architektury). Dále se zde nachází:

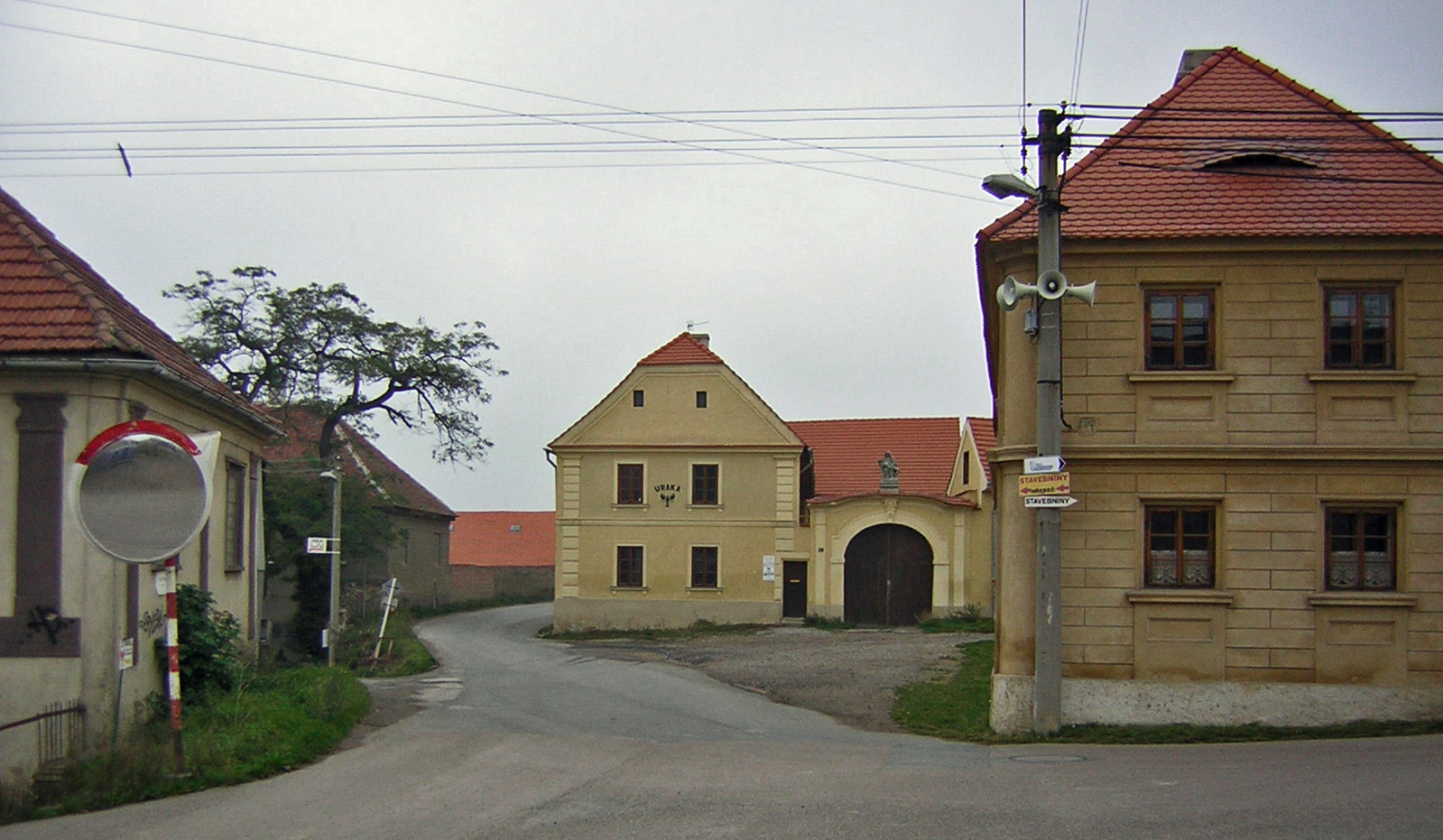
Statky čp. 16 a 14 při severní straně návsi

- Kaple Panny Marie na návsi je barokní z konce 18. století; před kaplí osazen železný kříž z roku 2011 (na místě staršího, datovaného 1885). V současné době je filiálním kostelem římskokatolické farnosti Unhošť.
- Výklenková kaple na severním okraji obce, při silnici do Bělok
- Přístupné cesty k plotu letiště Praha-Ruzyně s výhledem k terminálům i ranvejím.
- Archeologické naleziště z paleolitu u vlakové trati (dnes staveniště)
- Skála u Žákova Mlýna směrem k Bělokům, buližníkový výchoz s malým lesíkem a výhledem na Kladno

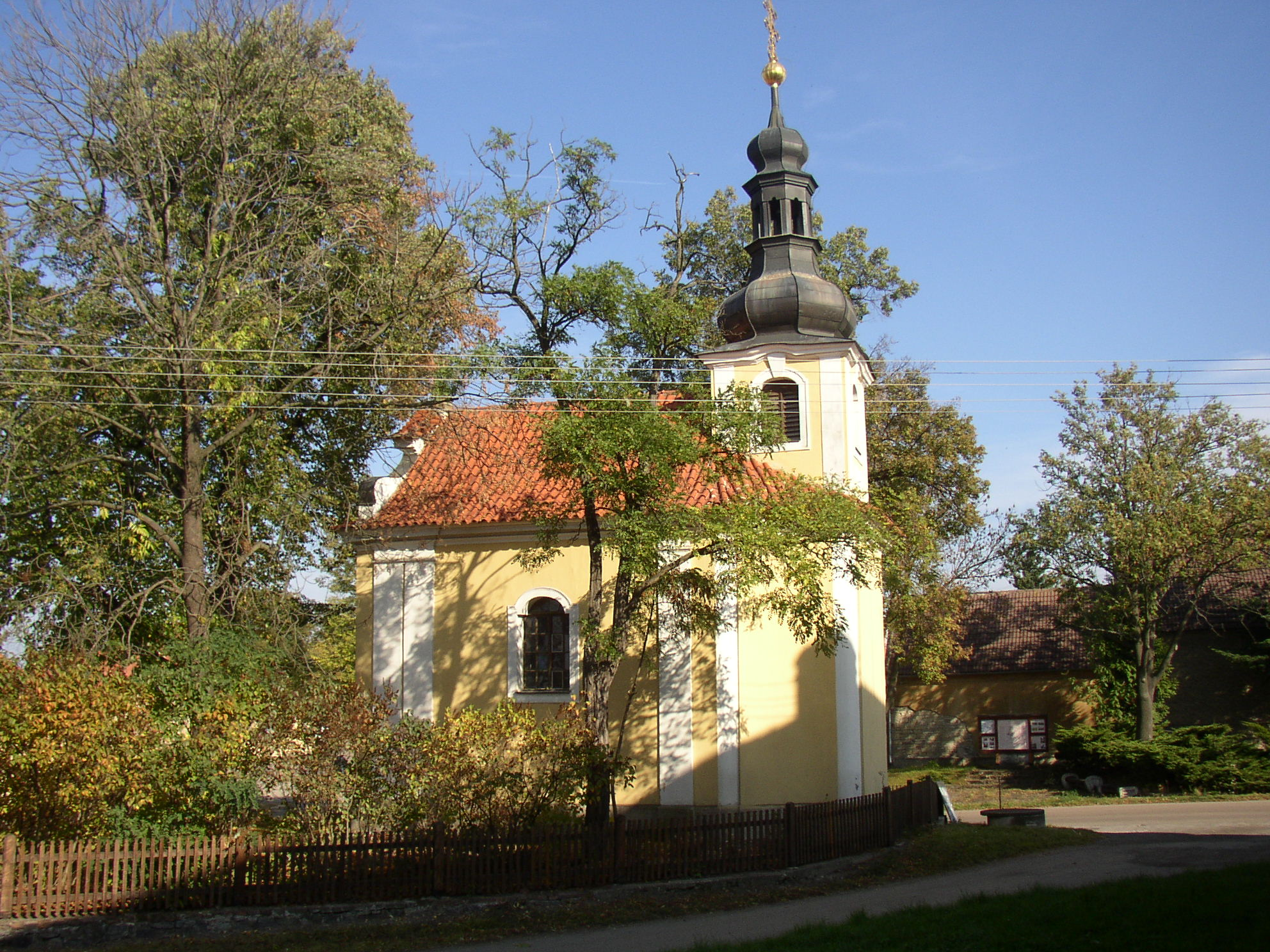
Kaple Panny Marie uprostřed obce
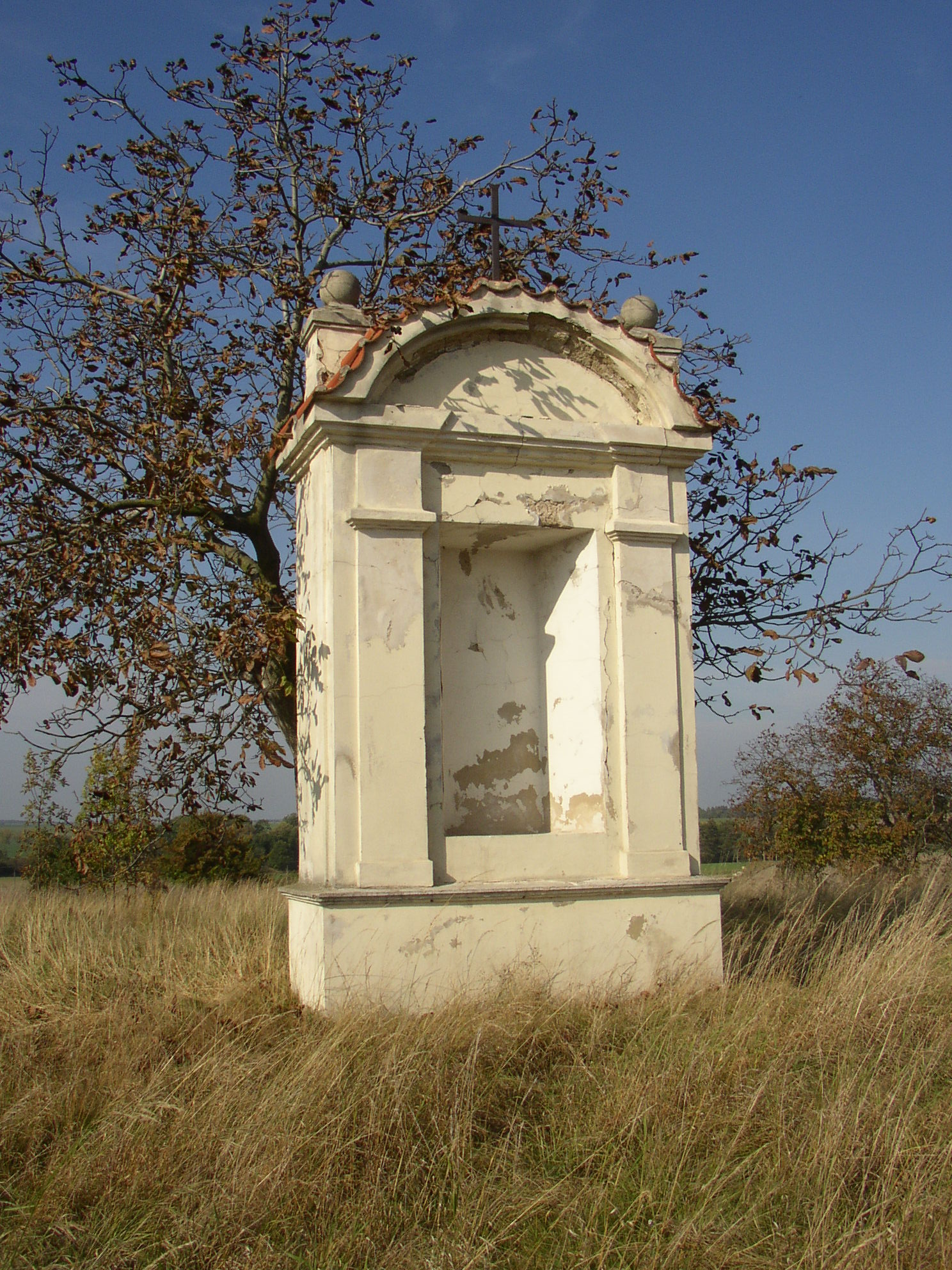
Výklenková kaple při silnici do Bělok

## Zajímavosti

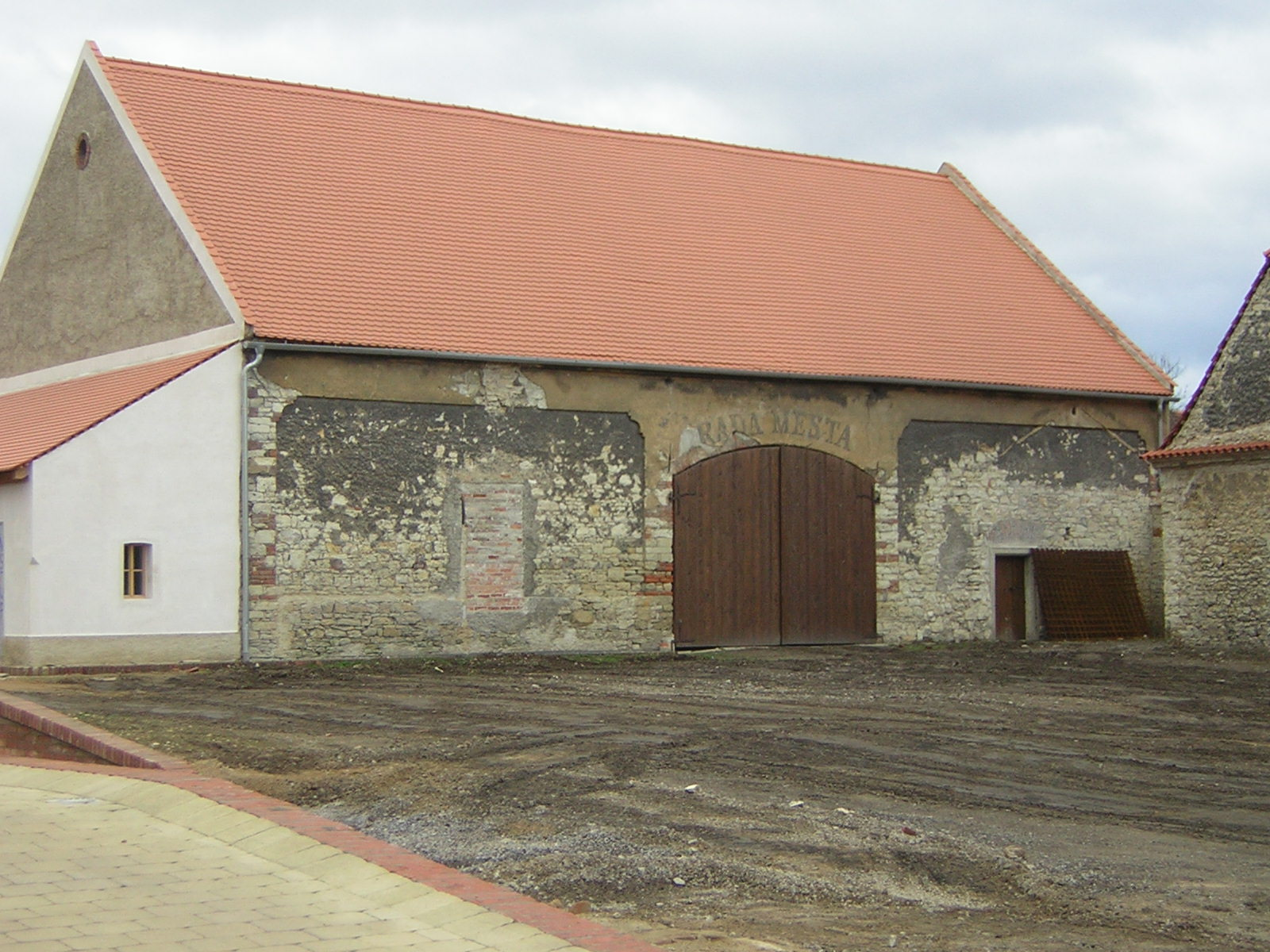
Památka na natáčení filmu Tři veteráni

- V místě zaniklých Vervenic zůstalo ještě několik let po válce vojenské ležení. Vojáci pobývali i na druhé straně obce, kde byl v 50. letech založen (a v 60. zrušen) takzvaný "Palpost", z něhož mělo být v případě vojenského konfliktu "chráněno" ruzyňské letiště. Vlivem těchto okolností, zchátralostí místních znárodněných statků a všeobecným deficitem služeb i ve srovnání s okolními vesnicemi si obec po poslední světové válce vysloužila lidový název "Německo".
- Místo natáčení filmové pohádky Tři veteráni.

## Doprava
Dopravní síť
- Pozemní komunikace – Do obce vedou silnice III. třídy od Hostouně, Bělok, Kněževsi a Jenče. Zhruba 2 km jižně od Dobrovíze je ve směru na Jeneč situován exit 7 dálnice D6 Praha – Karlovy Vary.

- Železnice – Obec Dobrovíz leží na železniční trati Hostivice - Podlešín. Jedná se o jednokolejnou celostátní trať, jež původně vedla přímější trasou východněji mimo obec a teprve v souvislosti s rozšiřováním letiště došlo k jejímu přeložení do nynější trasy (doprava byla v tomto úseku zahájena roku 1966) se zastávkou Dobrovíz.

Veřejná doprava 2016
- Autobusová doprava – V obci zastavovaly autobusové linky PID 319 Praha, Letiště – Malé Kyšice a 306 Praha, Zličín – Kladno, Autobusové nádraží.

- Železniční doprava – Od 13. 12. 2015 byla znovu zavedena vlaková linka S54 v trase Hostivice – Středokluky (denně 4 páry vlaků). Od 26. března do 30. října 2016 o sobotách a nedělích zde staví dva páry osobních cyklovlaků mezi Prahou a Slaným (vybrané vlaky jedou až do Zlonic).